# Nikola Ladan
Nikola Ladan (Göteborg, 15 marzo 1993) è un ex calciatore ed ex giocatore di calcio a 5 svedese, di ruolo centrocampista.

## Carriera
Attivo sia nel calcio che nel calcio a 5, per quanto concerne quest'ultima attività in data 2 dicembre 2014 ha firmato per l'IFK Uddevalla, con cui ha giocato anche l'annata successiva.
Per quanto riguarda il calcio, dopo essere cresciuto nel KF Velebit e nell'Häcken, Ladan è passato poi al Qviding, in Division 1. Ha esordito in campionato in data 28 aprile 2012, sostituendo Per Broberg nella sconfitta per 2-0 sul campo del Kristianstads FF. Il 13 luglio 2013 ha segnato la prima rete, nella vittoria per 4-3 sul Lund.
Il 19 novembre 2014, i norvegesi del Kvik Halden hanno annunciato d'aver ingaggiato Ladan, che ha firmato col club un contratto valido a partire dal 1º gennaio 2015. Il 27 febbraio 2015 ha però rescisso l'accordo che lo legava al club, per difficoltà d'ambientamento.
Ladan ha fatto così ritorno al Qviding, dove è rimasto per una stagione. Il 17 marzo 2016 è passato ufficialmente al Syrianska, in Superettan. Ha esordito in squadra il 15 maggio, subentrando a Robin Book nel successo per 2-0 sull'Åtvidaberg. L'11 agosto 2016 ha rescisso il contratto che lo legava al club.
Passato poi al Tvååker, ha disputato la prima partita in squadra in data 20 agosto, schierato titolare nella sconfitta interna per 0-3 contro l'Utsikten. Il 26 gennaio 2017 si è trasferito al Degerfors, dove ha giocato per tre anni nel campionato di Superettan.
A partire dalla stagione 2020 Ladan si è unito al GAIS, altra squadra di Superettan, tornando così nella sua città natale e ritrovando il tecnico Stefan Jacobsson che lo aveva già allenato al Degerfors. Al termine del secondo e ultimo anno di contratto di Ladan, i neroverdi sono retrocessi in terza serie.
Nel gennaio 2022 si è accordato per passare a parametro zero per due anni al Landskrona BoIS, rimanendo dunque a giocare nel campionato di Superettan. Nonostante ciò, ha lasciato la squadra a causa del poco spazio concessogli, avendo collezionato solo una presenza in campionato e una in Coppa di Svezia.
Il 3 agosto 2022, attraverso un post su Instagram, ha annunciato il proprio ritiro dal calcio giocato all'età di 29 anni.